# یواس‌اس میستیک (۱۸۵۳)
یواس‌اس میستیک (۱۸۵۳) (به انگلیسی: USS Mystic (1853)) یک کشتی بود. این کشتی در سال ۱۸۵۳ ساخته شد.